# Artemia franciscana
Artemia franciscana es una especie de pequeño crustáceo, branquiópodo perteneciente al orden Anostraca. Es conocida vulgarmente como artemia, y en algunos casos erróneamente llamada Artemia salina. Habitan en aguas con altas concentraciones de sal como las salinas.
A. franciscana es la especie de Artemia que comúnmente se comercializa para fines alimenticios en acuicultura y acuariofilia. Algunas personas denominan Artemia salina a cualquier especie del género Artemia, siendo comercialmente la más abundante A. franciscana.
Artemia franciscana se caracteriza por tener una tasa de crecimiento superior a otras especies de Artemia y además es bastante abundante en su lugar de origen (Gran Lago Salado en Utah, EE. UU.), razón por la cual es muy utilizada en la acuicultura a nivel mundial. Sin embargo, en los últimos años se ha podido verificar que A. franciscana está invadiendo y desplazando a especies autóctonas en otros lugares del mundo, probablemente debido a la dispersión de los quistes por parte de las aves marinas, o bien por la introducción accidental hecha por las empresas acuícolas en algunos ambientes en los que ha podido proliferar.

## Artemia franciscanay la acuicultura
Como se mencionó previamente, A. franciscana es la especie que se comercializa a nivel mundial, debido a su gran abundancia, y a que tiene una tasa de crecimiento superior a otras especies de artemia. En la acuicultura se usan como alimento en la cría de peces marinos, sobre todo en los estados de larva y alevín, para lo cual, se emplean recién eclosionadas como nauplios de artemia. En general los nauplios son suministrados como el siguiente alimento después de los rotíferos, es decir, durante la segunda semana de vida del pez, previa alimentación con rotíferos durante la primera semana de vida. Sin embargo, el número de días transcurridos entre uno y otro alimento puede variar según la especie, habiendo casi siempre un periodo intermedio donde se combinan ambos alimentos y así se le permite al pez acostumbrarse al nuevo alimento.
Si bien es cierto que el principal uso que se hace de la artemia es en el campo de la acuicultura, en los últimos años, su empleo ha ido aumentando en el mundo de la acuariofilia. En este sentido, la artemia la suelen vender en las tiendas de animales, en forma de quistes descapsulados como alimento directo, o quistes para su posterior eclosión y uso de los nauplios, también como alimento congelado, y en algunos casos como alimento vivo, siendo este último el más recomendable, debido a su alto valor nutricional y frescura que favorece la pigmentación y salud de los peces.